# Château le Petit Pavillon Fouquet
Le château le Petit Pavillon Fouquet est un édifice situé à Le Palais, en France.

## Situation
Le château est situé sur le territoire de la commune de Le Palais, au lieu-dit Roserières, sur l'île de Belle-Île-en-Mer, dans le département du Morbihan, en région Bretagne.

## Description
Le château date des XVIIe et XIXe siècles, édifice construit en calcaire et en schiste, élévation à travées et élévation ordonnancée. Toiture à longs pans recouverte d'ardoises, croupe.

## Histoire
Construit pour Nicolas Fouquet à partir de 1658. Il est détruit partiellement en 1689 par Vauban, transformé en logement puis en prison au XIXe siècle.
Le château est inscrit à l'inventaire général du patrimoine culturel en 1973.